# Roxarson
Roxarson ist eine chemische Verbindung aus der Gruppe Phenylarsonsäurederivate, die 1941 entdeckt wurde.

## Gewinnung und Darstellung
Roxarson kann durch Reaktion von Natrium-4-Hydroxyphenylarsonat mit Schwefel- und Salpetersäure gewonnen werden.

## Eigenschaften
Roxarson ist ein kristalliner gelber Feststoff. Er zersetzt sich bei Erhitzung, wobei unter anderem Stickoxide und Arsen(III)-oxid entstehen. Die Substanz bildet ein mono-, di- und tri-Natriumsalz.

## Verwendung
Roxarson wird als veterinärmedizinisches Wachstumsstimulans (für Schweine- und Geflügelfutter) und bei enteritischen Infektionen verwendet, früher zur Herstellung von Arsphenaminen und als Fällungsreagenz von Zirkonium. In Europa ist der Einsatz bei zur Nahrungsmittelerzeugung genutzten Tieren verboten, in den USA und anderen Ländern jedoch erlaubt.